# Metamenophra delineata
Metamenophra delineata là một loài bướm đêm trong họ Geometridae.